# Сосновый Бор (Ульяновская область)
Сосновый Бор — посёлок в Базарносызганском районе Ульяновской области. Административный центр Сосновоборского сельского поселения.

## География
Населённый пункт расположен в 27 километрах к югу от рабочего посёлка Базарный Сызган — административного центра района. Расстояние до Ульяновска — 148 километров.

### Часовой пояс
Сосновый Бор, как и вся Ульяновская область, находится в часовой зоне МСК+1. Смещение применяемого времени относительно UTC составляет +4:00.

## История
Основано в 1931 году, как отделение совхоза «Пролетарий» с. Годяйкино.
В 1986 году указом Президиума Верховного совета РСФСР посёлок центральной усадьбы совхоза «Пролетарий» переименован в Сосновый Бор.
С 2005 года — административный центр Сосновоборского сельского поселения.

## Население
| 2010 |
| ---- |
| 553  |

Население посёлка в 1996 году — 769 человек.

## Инфраструктура
Посёлок разделён на четыре улицы: Молодёжная, Набережная, Парковая, Центральная и один переулок: Центральный, есть школа (МКОУ Сосновоборская средняя общеобразовательная школа).

## Достопримечательности
- Памятник землякам, погибшим в годы Великой Отечественной войны (1975)[8].
- Памятник В. И. Ленину[9].